# Ryo Watanabe
Ryo Watanabe (渡邉 りょう Watanabe Ryo?), född 25 oktober 1996 i Tokyo prefektur, är en japansk fotbollsspelare.
Watanabe började sin karriär 2019 i Azul Claro Numazu.